# Гијом Адам
Гијом Адам (фр. Guillaume Adam), Француз и доминиканац, најприје је био бискуп Солтањеха, у Персији. Као надбискуп у Бару (од 24. октобра 1324. до 1341. године) постављен је од стране папе Јована XXII.

## Дјела
Гијом Адам је 1317. године публиковао дјело „De Modo Saracenos extirpandi“, а 15 година касније и књигу „Directorum ad Passagium Faciendum per Philippum regem Franciae in terram sanctam anno 1332“ , са обиљем информација о стању на Балкану (Зетском приморју, Србији и Албанији) и Блиском истоку.

## Својевољно напуштање Бара
Гијом Адам одлази у Француску, носећи старе листине са повластицама за барску цркву и одбија да се врати. У вези са тим, каноник Јован Заулини против надбискупа пише тужбу папи Бенедикту XII, који му наређује да се врати у Бар. Послије спора са папом, набискупску столицу напушта 1341. године.

## План напада на Рашку
Гијом је био фанатични противних православних, које је називао шизматицима. Уз свој план о новом крсташком рату, који је 1332. посветио француском краљу Филипу VI, додао је и позив краљу да освоји краљевство Рашку (regnum Rassie). Ову државу је по њему лако могао освојити један француски кнез са 1000 коњаника и 5-6000 пјешака, помогнут притјешњеним Латинима у приморским градовима и римокатоличким Арбанасима, који су могли да опреме 15000 коњаника.